# Zdzisław Romanowski
Zdzisław Romanowski (ur. 18 września 1932 w Pińsku, zm. 11 grudnia 2015) – polski prozaik.

## Życiorys
Urodził się w stolicy Polesia – Pińsku. Ukończył filologię polską na Uniwersytecie im. Adama Mickiewicza, następnie był pracownikiem tego uniwersytetu. Debiutował w 1950 na łamach tygodnika „Nowa Kultura”. Pracę w dziennikarstwie rozpoczął w powstałym na fali październikowych przemian 1956 tygodniku studentów i młodej inteligencji Wielkopolski „Wyboje”. Był korespondentem Polskiej Agencji Interpress w Moskwie oraz redaktorem naczelnym miesięcznika „Polska” wydawanego w wersji rosyjskiej, niemieckiej, węgierskiej, czeskiej, słowackiej. Jest, wraz z H. Jantosem i J. Kułtuniakiem, autorem trzech tomów reportaży: Granicznym szlakiem (1959), Spotkanie z rzeką (1961), Ziemia gwałtownie przebudzona (1962). Jako powieściopisarz zadebiutował w 1969 roku powieścią Porwane życie.

## Twórczość literacka
- Granicznym szlakiem
- Spotkanie z rzeką
- Ziemia gwałtownie przebudzona
- Porwane życie
- Co dzień inna rzeka
- Białe i czerwone
- Cień jaskółki (opis dzieciństwa w Pińsku)
- Imiona honoru
- Imiona wojny
- Godzina przeznaczenia
- Czas intrygi